# Тристан Мароф
Тристан Маро́ф (исп. Tristán Marof), псевдоним Густаво Адольфо Наварро (исп. Gustavo Adolfo Navarro; 1898, Сукре, Боливия — 1979, Санта-Крус-де-ла-Сьерра, Боливия) — боливийский дипломат, писатель

, публицист, журналист и политик. 
Участник антиимпериалистического движения в Боливии в 1920 году, он был отправлен в качестве боливийского консула (1920—1926) в Европу, где связался с рабочим движением и марксистско-ленинскими организациями. После кратковременного возвращения на родину оказался в эмиграции (1927—1937), где стал одним из наиболее известных латиноамериканских идеологов и лидеров боливийского троцкизма, однако окончательно вернувшись в Боливию, привёл руководимую им Революционную рабочую партию к расколу, некоторое время возглавлял отколовшуюся Социалистическую рабочую партию Боливии и Конфедерацию профсоюзов трудящихся Боливии, а затем покинул левые позиции. 
Автор сочинений по социальным проблемам Боливии и особенно её коренного населения, а также художественной литературы, также содержащей резкую критику общественного строя латиноамериканских стран. В социально-философской публицистике 1920-1930-х годов выступал с проповедью особой исторической роли «Индоамерики». Основные произведения: «Клятва» (1918), «Светонио Пимьента» (1924), «Уолл-стрит и голод» (1931), «Мексика в анфас и в профиль» (1934), «Трагедия Альтиплано» (1935), «Говорит приговорённый к смерти» (1936), «Социалистическая правда в Боливии» (1938), «Блестящий город» (1950).

## Ранние годы. Республиканский переворот
Родился в Сукре в небогатой семье. Адвокат по образованию. С раннего возраста занялся литературно-публицистической деятельностью (уже его ранние работы «Эксперимент» и «Шеф» отмечались сложившимся литературным талантом) и включился в политическую борьбу. В 17-летнем возрасте он уже издавал недолговечный журнал Renacimiento Altoperuano. 
Вошёл в кружок интеллектуалов вокруг газеты El Hombre Libre («Свободный человек»), в которой сотрудничали такие деятели, как боливийский поэт и мыслитель Франц Тамайо и будущий писатель-коммунист Хесус Лара. Они были оппозиционно настроены к авторитарному правлению Либеральной партии, бессменно находившейся у власти в 1899—1920 годах, и примыкали к Республиканской партии, представлявшей собой эклектичный союз клерикальных помещиков с представителями городских средних и низших слоёв, студентов и ремесленников. Внутри неоднородной Республиканской партии Наварро поддерживал линию реформаторского леволиберального крыла Баутисты Сааведры.
В 1920 году Наварро активно участвовал в перевороте, свергнувшем президента от либералов Хосе Гутьерреса Герру и привёдшем к власти республиканскую хунту под руководством Сааведры, который впоследствии был избран президентом. Сааведрист Наварро (принимавший участие в съезде республиканцев в Оруро, на котором Сааведре удалось одержать верх над политическими соперниками) на протяжении суток после переворота являлся начальником тюрьмы в Ла-Пасе (что ему позже будут припоминать недоброжелатели). Участие Наварро в восстании принесло ему назначение на должность консула Боливии в Гавре (Франция).

## Консул в Европе. Эволюция к коммунизму
В Европе, куда он попал в 23-летнем возрасте, Наварро эволюционирует влево, его политические симпатии постепенно склоняются к марксизму и коммунизму, об обстоятельствах чего сам он говорил так: «Драма войны открыла глаза на наш беспорядочный, недисциплинированный и трагический романтизм, который был сброшен с пьедестала… Кровь, разлившаяся по миру, очистила нас. Настало время революций».
В 1921 году он принял экстравагантный псевдоним Тристан Мароф — будучи консулом, он не мог издать свою радикальную книгу «Наивный американский континент» под собственным именем. Из-за симпатий к революции в России он выбрал имя Иван и, как ему казалось, русскую фамилию Мароф, однако по совету испанского друга-поэта остановился на имени Тристан. Впрочем, его антиимпериалистические леворадикальные идеи всё равно оказались несовместимы с дипломатическим постом, и он подал в отставку, но оставался в Европе до 1926 года.
В работе «Наивный американский континент» Мароф впервые открыто заявил о своей приверженности идеям коммунизма. Однако тогда он ещё даже не начал, как впоследствии, прикрывать свой левый национализм марксистской терминологией, а лишь декларировал, что в Боливии на политическое вооружение необходимо взять «коммунизм», трактованный как систему ценностей, восходящих к идеализированной интерпретации строя Империи инков. Практически предлагаемый Марофом «коммунизм» означал производительное государство, принявшее на себя экономическую функцию и проводящее индустриализацию; критикуя латиноамериканские военные диктатуры, он требует, чтобы солдата заменил рабочий, а генерала — учёный.
Страстный и ироничный памфлетист привлёк внимание французской левой интеллигенции, включая Ромена Роллана и Анри Барбюса, отправившего Марофу восторженное письмо по поводу одной из его статей, с чего и началась их дружба. Барбюс принялся писать предисловия к произведениям Марофа и ввёл его в европейские коммунистические круги, среди которых тот завоевал репутацию новой восходящей звезды латиноамериканских левых и — явно преувеличенную — лидера боливийских марксистов. В Париже 29 июля 1925 года Мароф и другие прогрессивные испаноязычные интеллектуалы (Хосе Инхеньерос, Мигель Унамуно, Хосе Васконселос, Мигель Анхель Астуриас, Виктор Рауль Айя де ла Торре) выступили основателями «Латиноамериканского союза».
Первой из книг Марофа общеконтинентальный резонанс получила изданная в Брюсселе в 1926 году «Справедливость Инки». В ней он, с одной стороны, ссылался на Маркса, Ленина и русскую революцию, а с другой — подвергал сомнению идеи о неизбежности повторения латиноамериканскими странами капиталистического пути развития Европы и утверждал, что континент «создан для социализма» и уже готов к этому переходу. В качестве его основания виделось всё тоже идеализированное индеанистское представление о «коммунистическом» прошлом инков, которое, впрочем, принимало тоталитарное подчинение личности и общества, а сам процесс сводился им лишь к национализации природных богатств и введению монополии внешней торговли, что фактически вскрывало суть марофовского «социализма» как государственного капитализма, призванного прекратить эксплуатацию ресурсов страны иностранным капиталом и взрастить капитал национальный. Однако брошенный Марофом в этой книге лозунг «Землю — индейцам, рудники — государству» уже в следующем году будет подхвачен Рабочим конгрессом в Оруро.

## Кратковременное возвращение и изгнание
Вернувшись в сентябре 1926 года на родину, Мароф искал связей с местными деятелями для организации социалистического движения марксистского толка, много разъезжал по стране, проводил с рабочими и студентами встречи и лекции. В начале 1927 года создал в Сукре вместе с профсоюзным лидером Ромуло Чумасеро пропагандистскую группу, называвшуюся Социалистической партией, включавшую многих радикальных синдикалистов и издавала газету «El Socialista», поддерживавшую Октябрьскую революцию, но дистанцировавшуюся от советского режима как диктаторского (ещё с тех пор Мароф склонялся к альтернативным просоветскому течению «диссидентским» версиям социализма); а в Потоси вместе с бывшим студенческим лидером Роберто Инохосой (будущим троцкистом, а затем провластным пропагандистом) — Максималистскую социалистическую партию.
В том же году он баллотировался от этой партии на выборах в Конгресс. Однако правительство Эрнандо Силеса Рейеса также намеревалось привлечь вернувшегося из Европы писателя на свою сторону в обмен на пост консула в Великобритании или депутатский мандат от Националистической партии. После отказа от этого предложения Мароф и Инохоса были подвергнуты репрессиям: арестованы, обвинены в подготовке коммунистической революции, посажены на два месяца в тюрьму Ла-Паса, а затем высланы в Аргентину. Вновь вернуться на родину ему удалось только через десятилетие.
Коминтерн также обратил внимание на популярного боливийского писателя, публициста и политического лидера, надеясь опереться на него в создании Коммунистической партии Боливии: руководитель секретариата ИККИ в Буэнос-Айресе Хосе Пенелон запросил дополнительную информацию, а коминтерновский печатный орган для Латинской Америки La Correspondencia sudamericana протестовал против преследования Марофа. Тот, в свою очередь, также начал ориентироваться на коммунистический интернационал и построение пролетарской партии, порвав с недавним соратником — анархо-синдикалистом Инохосой, призывавшим к немедленному восстанию и провозглашению Боливии социалистической республикой с опорой на синдикаты.

## Эмиграция. Сближение с троцкизмом
После двухлетнего пребывания в Аргентине жизнь Марофа в эмиграции прошла через Панаму, Мексику, Перу, Кубу и вновь Аргентину. За это время он опубликовал некоторые из своих наиболее влиятельных работ, в том числе яро антиимпериалистическую (направленную против США) книгу «Уолл-стрит и голод». Множество контактов и связей, которые Мароф завёл в изгнании, включая таких ведущих интеллектуалов региона, как Хосе Карлос Мариатеги или Айя де ла Торре, и его неутомимая активность принесла ему большую известность в прогрессивных латиноамериканских кругах.
Мексиканская активность Марофа, которого местное правительство считало «агентом Москвы», стала одним из предлогов к разрыву дипломатических отношений с СССР в январе 1930 года, а сам он, вызвавший полемику критикой Мексиканской революции, был изгнан из страны, обвинённый в подрывной деятельности. Нелегальная Мексиканская коммунистическая партия рекомендовала его кандидатуру для учёбы в Международной ленинской школе в Москве — но, хотя его имя фигурирует в списках слушателей партшколы, в столицу СССР ему попасть не удалось.
К этому моменту Мароф стал публично выступать в поддержку Льва Троцкого, что привело к противоречиям с Коминтерном и советской дипломатией, а следовательно и обрыву его связей с Москвой. В статье 1932 года в выходившем в Буэнос-Айресе журнале Revista Comunista в контексте подготовки (так и не состоявшейся) учредительной конференции компартии Боливии ставилась задача борьбы с «марофизмом», хотя признавалось, что «мелкобуржуазный интеллигент», «демагог» и «авантюрист» Мароф всё ещё обладал влиянием на боливийских рабочих. Впрочем, приверженность Марофа троцкизму (и даже вообще марксизму — во время дискуссии с консервативным журналистом Д. Канеласом он, ко всеобщему удивлению, так и не смог ответить, что такое прибавочная стоимость) остаётся дискуссионной — как указывает А. А. Щелчков, он, как и влиявший на него аргентинский социалист Мануэль Угарте, в то время находили общность между своими концепциями общей латиноамериканской родины и идей Троцкого о единой советской республике народов региона.

## Антивоенная позиция и объединение левых
Чакская война (1932—1935) против Парагвая вызвала в Боливии всплеск ура-патриотических настроений, и Мароф был одним из немногих, кто открыто выступал с антивоенных позиций, разоблачал роль в ней национальной олигархии и призывал солдат бросать оружие. Боливийское правительство обвинило его в подрывной деятельности и мятеже и временно лишило гражданства, а военный трибунал заочно приговорил к шести годам заключения.
Однако та же антивоенная позиция подкрепила роль Марофа как лидера боливийской радикальной левой. Для борьбы с военной авантюрой в Чако, антиимпериалистического объединении различных политических сил и движения к первого (не учитывая кратковременную Социалистическую республику Чили) социалистического правительства в Южной Америке он создал в аргентинской эмиграции марксистскую группу «Тупак Амару», названную в честь последнего инки и вождя антиколониалистского восстания коренных народов. Воззвание его авторства называло целью организации «пролетарскую антиимпериалистическую революция, которая единственная сможет дать свободу угнетённым, землю индейцам, разрушить всё ещё сохраняющийся на боливийском плато Альтиплано варварский феодализм».
Эта группа стремилась объединить в своих рядах всех антивоенно настроенных левых эмигрантов, включая также немарксистов и промосковских «кропистов» Хосе Антонио Арсе (вскоре непримиримого врага Марофа). В итоге в декабре 1934 года в аргентинском городе Кордова группа «Тупак Амару» объединилась в Единый социалистический фронт с другими организациями левых, возглавляемыми молодыми изгнанниками из Боливии — «Боливийской левой» / Боливийской коммунистической группой, созданной в Чили Хосе Агирре Гайнсборгом, и Союзом боливийских эмигрантов, созданным в Аргентине Иваном Кесваром; к ним также присоединились эмигрантские кружки «Высланные левые в Перу» и «Кольясуйо». 
Образованная таким образом в 1935 году Революционная рабочая партия включала таких солидаризировавшихся с троцкистской Левой оппозицией в коммунистическом движении деятелей, как Иван Кесвар (Алипио Валенсия Вега), Рафаэль Чавес Ортис (брат Ньюфло Чавеса Ортиса), Эдуардо Арсе Лоурейро и Хосе Агирре Гайнсборг. Последний предложил на роль главы партии Марофа как самого авторитетного из них. Мароф был назван лидером РРП во втором номере (июль 1935 года) выходившего в Кордове под его же редакцией аргентинского троцкистского журнала America Libre («Свободная Америка»), сообщавшем о рождении боливийской партии.

## Революционная рабочая партия
Манифест новой партии, написанный Марофом, был опубликован в приложении к его книге «Трагедия Альтиплано», в которой продолжает свои левоиндеанистские изыскания: суть индейской проблемы состоит не просто в просвещении коренных американцев, а в реальном их освобождении через возвращение отнятой колонизаторами земли, с тем чтобы революционеры смогли «создать из индейца авангард, выступающий в союзе с горнорудным пролетариатом и студентами». Хотя его подход неоднократно критиковался за низведение классовой структуры боливийского общества к расово-этнической, но серьёзно был воспринят вывод с предупреждением о том, что без земельной реформы и национализации горнорудной и нефтедобывающей промышленности с последующей коллективизацией модернизацией страна будет обречена на запаздывающее развитие и подчинение империализму.
Несмотря на союз Марофа с троцкистами, он не отказывался от налаживания своей партией, определявшей себя как марксистско-ленинскую, связей с Коминтерном, о чём свидетельствовало присутствие на съезде присутствовал генерального секретаря Парагвайской коммунистической партии Оскара Крейдта (что выбивалось из жёстко антитроцкистской линии сталинистских партий, но было крайне важно для подтверждения интернациональной солидарности боливийских и парагвайских левых в борьбе против Чакской войны). Лидеры двух партий провели в феврале-марте 1936 года полемику на страницах буэнос-айресского журнала Claridad: Крейдт отстаивал политику «Народного фронта», второй — курс на пролетарскую революцию в Боливии.
И дальше Мароф, несмотря на декларацию протроцкистских позиций, вёл в РРП линию, противоположную действительным троцкистам во главе с Агирре Гайнсборгом с их концепцией классовой пролетарской партии, намереваясь строить (во многом по примеру британских лейбористов) широкую многоклассовую партию без жёстких принципов и дисциплины. Он выходил на Коммунистическую партию Аргентины, убеждая о своём разрыве с троцкизмом, обещая свои услуги для создания в Боливии массовой компартии и предлагая организовать визит в Москву для себя и Кесвара (который ранее уже состоял в коммунистической группе в Ла-Пасе, откуда был исключён во время «чистки интеллигентов» 1929 года в южноамериканских партиях). 
Подспудной мотивацией поиска встречи с советскими руководителями были расчёты найти новые рынки сбыта после военного переворота «социалистических милитаристов» (предполагалось, что Мароф войдёт в правящий триумвират с Х. Д. Торо Руйловой от военных и Энрике Бальдивьесо от «Социалистической конфедерации»). Вместе с тем, сталинисты требовали от Марофа публичного разрыва с товарищами-троцкистами и принятия решений VII конгресса Коминтерна по Народному фронту, а полученная Ван Мином в Бюро секретариата ИККИ от их латиноамериканского агента записка характеризовала Марофа как неисправимого политикана и крайне тщеславного человека, так что контакты дальнейшего развития не получили.

## Вновь в Боливии периода «социалистического милитаризма»
Когда боливийский изгнанник после длительной борьбы «Комитета за возвращение Марофа» и переворота своих союзников смог вернуться на родину в сентябре 1937 года, он во всеуслышание заявлял о необходимости борьбы со сталинизмом. Новый президент — генерал Херман Буш Бесерра — вмешался, чтобы с Марофа был снят полицейский надзор, а затем чтобы его не подвергали судебному преследованию в Тарихе, куда он был доставлен после отказа аргентинского правительства пропустить его через свою территорию для выполнения порученной Бушем миссии в Мексике. В августе 1938 года президент Буш наконец разрешил Марофу приехать в Ла-Пас, где того приветствовали рабочие и левая интеллигенция, и удостоил аудиенции.
Вместе с тем, авторитарный, каудилистский стиль руководства Наварро-Марофа, возглавившего Конфедерацию профсоюзов трудящихся Боливии (CSTB), вызывал всё большие нарекания. Он и его сторонники (включая многих ведущих деятелей — Ивана Кесвара, Э. Арсе Лоурейро, А. Мендеса Лопеса) были исключены из РРП на её 2-й конференции в октябре 1938 года и вскоре учредили Социалистическую рабочую партию Боливии. Однако уже через месяц Марофу пришлось уйти с поста её руководителя после так называемого «марофистского путча» — вероятной полицейской провокации, в ходе которой среди карабинеров распространялись призывы свергнуть Буша, — Мароф, скрывшийся в посольстве Испанской республики, был обвинён в «заговоре», что стало удобным поводом для репрессий против новой партии.

## Социалистическая рабочая партия Боливии
Как подтвердила его книга 1938 года «Социалистическая правда в Боливии», Мароф отмежевался от своего марксистского прошлого, перешёл на националистически-этатистские позиции и всё чаще предавался рассуждениями о моральном совершенствовании народа как верном пути преобразования общества. Аргентинский троцкист Либорио Хусто назвал Марофа «социалиствующим либералом»: «Начиная с разрыва с Х. Агирре Гайнсборгом на съезде ПОР, Т. Мароф показал со всей очевидностью свою тенденцию к размытому, пустому, мелкому „социализму“, граничащему с буржуазным либерализмом, не имеющим ничего общего с марксистским классовым, революционным социализмом. И то, что против него выступают сталинисты (как и он против них), не говорит о его революционности».
Социалистическая рабочая партия Боливии была официально учреждена 1 января 1940 года. Написанный Марофом, тогдашним лидером Конфедерации профсоюзов трудящихся Боливии, манифест провозглашал, что «95 % боливийцев хотят социалистического правительства, которое выведет страну из маразма, инерции и бедности». Первоначально очередная партия Марофа пользовалась успехом. И мексиканский посол, и Гильермо Лора (профсоюзный деятель и историк-троцкист, который как лидер РРП был политическим конкурентом СРПБ) подтверждали, что она превосходила своей численностью и влиянием все остальные партии страны. Мароф был избран депутатом конгресса от Сукре. Однако его сила далеко ушла от первоначальных социалистических установок, поддержав консервативно-олигархический режим генерала Энрике Пеньяранда и став инструментом его борьбы с оппозиционной партией Националистическое революционное движение (НРД).

## Союз с реакцией и закат деятельности
Мароф даже вступил в секретные переговоры с послом Третьего Рейха Вендлером, но в последний момент отказался от немецкого предложения возглавить «антиамериканскую революцию» и сам выступил с обвинениями в пронацистском заговоре НРД, также придерживавшейся прогерманской ориентации. Правительство напечатало его памфлет «Нацистское проникновение в Боливии» внушительным для страны 5-тысячным тиражом. Свою политическую карьеру Мароф закончил в конце 1940-х годов на службе у реакционных правительств Энрике Эрцога (был его личным секретарём) и Мамерто Урриолагоитиа. В 1949 году СРПБ раскололась на левое крыло — Революционную социалистическую лигу — и правое во главе с Марофом, вскоре сошедшее на нет. В 1960-е годы Мароф сотрудничал с правой военной диктатурой Рене Баррьентоса Ортуньо. Последние годы жизни провёл, забытый всеми, в городе Санта-Крус-де-ла-Сьерра. Латиноамериканист А. А. Щелчков даёт следующую характеристику его деятельности:
Биография Тристана Марофа во многом типична для лидеров латиноамериканской леворадикальной интеллигенции первой половины XX в. Увлечение марксизмом, индеанизмом, идеями национальной революции носило временный и порой поверхностный характер. Эти интеллектуалы при всех своих метаниях и идейных шатаниях оставались в рамках либерализма. Они не смогли преодолеть националистической ограниченности своих взглядов. Марксизм для многих из них был прибежищем от переживавшей глубокий морально-политический кризис либерально-позитивистской идеологии. По сути, они никогда не приняли марксизм во всей его целостности. Со временем они легко отказывались от революционных убеждений, возвращаясь в лоно традиционной «креольской» политики и латиноамериканского либерализма, скатываясь порой к сотрудничеству с самыми реакционными силами. Эволюция взглядов Марофа показывает глубокие противоречия идейных и политических поисков латиноамериканской интеллигенции в XX в. Трагический финал его жизни был логическим результатом постоянных политических зигзагов.